# Jakub Klunder
Jakub Klunder (ur. 23 lipca 1849 na Koślince, zm. 20 września 1927 w Pelplinie) – polski duchowny katolicki, biskup sufragan diecezji chełmińskiej, doktor prawa kanonicznego i działacz społeczny.

## Życiorys
W latach 1862–1871 uczęszczał do gimnazjum chojnickiego, po zdaniu matury wstąpił do Seminarium Duchownego w Pelplinie. W 1874 wyjechał na studia do Rzymu, tam uzyskał stopień doktora obojga praw, a 15 kwietnia 1876 przyjął święcenia kapłańskie.
Po powrocie do Polski przez rok był nauczycielem w należącym do Emila Czarlińskiego majątku w Brąchnówku. W 1877 roku wyjechał do Bawarii, gdzie pracował jako kapelan. W 1884 został wikarym w Pucku, skąd przeniósł się do Nidzicy, gdzie był administratorem, a od 11 maja 1887 proboszczem. 22 października 1889 został proboszczem parafii Najświętszej Marii Panny w Toruniu.
6 lipca 1907 papież Pius X mianował Jakuba Klundra biskupem tytularnym selimbryjskim i sufraganem chełmińskim. Biskupiej sakry udzielili mu w Pelplinie biskupi: Augustyn Rosentreter, Edward Likowski z Poznania i Eduard Herrmann z Braniewa.
Władze pruskie wymieniały go wśród polskich duchownych prowadzących antypruską działalność.

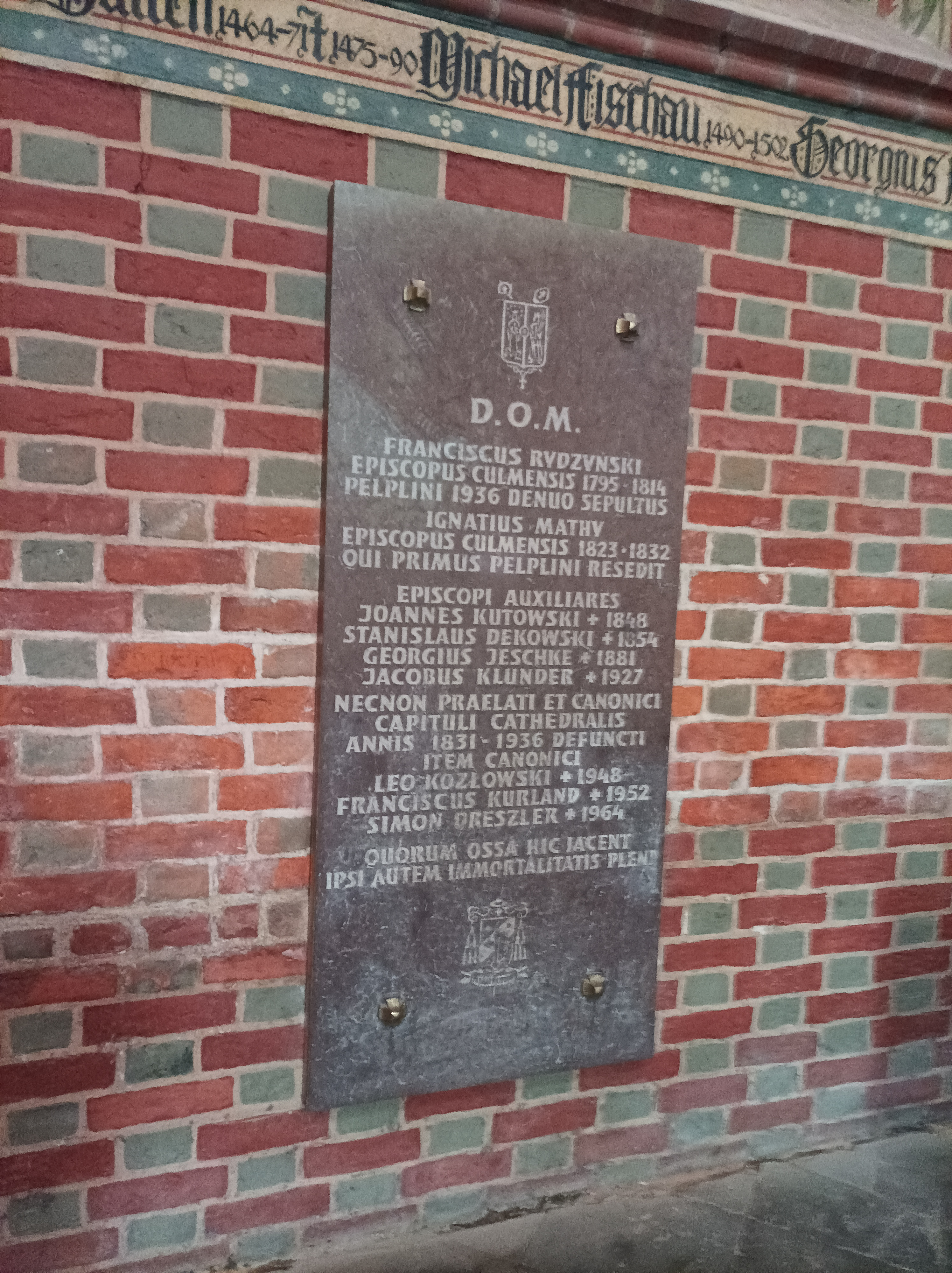
Płyta nagrobna w katedrze pelplińskiej